# Giorno festivo
Un giorno festivo è un giorno in cui le attività lavorative di uno stato, regione o di un comune vengono per la maggior parte sospese. Si oppone al termine di giorno feriale. Tradizionalmente sono collegate a commemorazioni di carattere religioso o ad avvenimenti politici, ma in tempi odierni vengono create ulteriori festività a carattere laico-commerciale
Una festività si può ripetere seguendo un ciclo settimanale. Questo è il caso del sabato per la religione ebraica, quindi il cosiddetto Shabbat, della domenica per quella cristiana e il venerdì per quella islamica. Similmente, anche il ritmo annuale può segnare giorni festivi.
In culture non cristiane, il ritmo può variare: nel calendario rivoluzionario francese, le festività si ripetevano ogni dieci giorni in alternativa alla domenica, il che contribuì al fallimento del calendario.

## Giorni festivi in Italia
In Italia la domenica è giorno festivo, e quindi automaticamente la Pasqua, ossia la domenica successiva al primo plenilunio successivo al 21 marzo. In aggiunta, il calendario italiano prevede le seguenti festività:
- Capodanno (1º gennaio);
- Epifania (6 gennaio);
- Lunedì dell'Angelo o Pasquetta (il lunedì dopo la Pasqua);
- Anniversario della Liberazione (25 aprile);
- Festa dei lavoratori (1º maggio);
- Festa della Repubblica (2 giugno);
- Assunzione di Maria o Ferragosto (15 agosto);
- Tutti i Santi (1º novembre);
- Immacolata Concezione (8 dicembre);
- Natale (25 dicembre);
- Santo Stefano (26 dicembre).

Caratteristica dell'ordinamento italiano è un'ulteriore festività, la Festa del santo patrono, ossia un giorno festivo stabilito da ogni comune limitatamente al proprio territorio. Vi è poi il caso particolare dell'anniversario della Vittoria, che fu spostato nel 1977 dal 4 novembre alla prima domenica di quel mese, comportando ogni anno per i lavoratori dipendenti la paga di un giorno supplementare in quella data. Vi è anche il caso della Festa del Tricolore (7 gennaio) che è una festa nazionale senza però la sospensione delle attività pubbliche come il lavoro e la scuola.
In passato esistevano in Italia altre quattro festività, che furono soppresse nel 1977, ossia San Giuseppe (19 marzo), l'Ascensione (il giovedì della sesta settimana dopo la Pasqua), il Corpus Domini (il giovedì della nona settimana dopo la Pasqua) e la festa dei Santi Pietro e Paolo (29 giugno). Inizialmente anche l'Epifania (il 6 gennaio) e la Festa della Repubblica (il 2 giugno) furono soppresse, ma in seguito vennero ripristinate, la prima otto anni dopo, mentre la seconda solo nel 2001. Il senso di questa eliminazione fu di aumentare il PIL tenendo aperte le aziende e quindi contribuendo a una maggiore produttività non già del lavoro, ma delle infrastrutture. Si noti infine come tutte queste quattro festività siano state di contro mantenute tali nella Svizzera italiana.

## Giorni festivi nella Svizzera italiana
Nella Svizzera italiana la legislazione è largamente ispirata a quella in essere in origine in Italia, salvo le ovvie modifiche relative alle feste nazionali. Come in Alto Adige inoltre, visto anche qui il forte legame col mondo tedesco, è festivo il lunedì di Pentecoste.
La domenica è giorno festivo, e quindi automaticamente la Pasqua, ossia la domenica successiva al primo plenilunio successivo al 21 marzo. In aggiunta, il calendario ticinese prevede le seguenti festività:
- Capodanno (1º gennaio);
- Epifania (6 gennaio);
- San Giuseppe (19 marzo);
- Lunedì dell'Angelo o Pasquetta (il lunedì dopo la Pasqua);
- Festa dei lavoratori (1º maggio);
- Ascensione (il giovedì della sesta settimana dopo la Pasqua);
- Pentecoste (il lunedì dell’ottava settimana dopo la Pasqua);
- Corpus Domini (il giovedì della nona settimana dopo la Pasqua);
- Santi Pietro e Paolo (29 giugno);
- Festa Nazionale Svizzera (1º agosto);
- Assunzione di Maria o Ferragosto (15 agosto);
- Tutti i Santi (1º novembre);
- Immacolata Concezione (8 dicembre);
- Natale (25 dicembre);
- Santo Stefano (26 dicembre).

Tra le principali differenze col resto della Confederazione, vi è la mancata festività del Venerdì santo, osservata in tutti i cantoni tedeschi indipendentemente dalla religione e i tutti quelli protestanti indipendentemente dalla lingua.

## Giorni festivi a San Marino
A San Marino la legislazione è largamente ispirata a quella in essere in origine in Italia, salvo le ovvie modifiche relative alle feste nazionali.
La domenica è giorno festivo, e quindi automaticamente la Pasqua, ossia la domenica successiva al primo plenilunio successivo al 21 marzo. In aggiunta, il calendario sammarinese prevede le seguenti festività:
- Capodanno (1º gennaio);
- Epifania (6 gennaio);
- Sant'Agata (5 febbraio);
- Anniversario dell'Arengo (25 marzo);
- Entrata dei Capitani reggenti (1º aprile);
- Lunedì dell'Angelo o Pasquetta (il lunedì dopo la Pasqua);
- Festa dei lavoratori (1º maggio);
- Corpus Domini (il giovedì della nona settimana dopo la Pasqua);
- Festa della Liberazione (28 luglio);
- Assunzione di Maria o Ferragosto (15 agosto);
- Festa di San Marino (3 settembre);
- Entrata dei Capitani reggenti (1º ottobre);
- Tutti i Santi (1º novembre);
- Commemorazione dei defunti (2 novembre);
- Immacolata Concezione (8 dicembre);
- Natale (25 dicembre);
- Santo Stefano (26 dicembre).

Come in Italia sono stati aboliti i giorni della Festa del papà, dell'Ascensione e dei Santi Pietro e Paolo, ma non il Corpus Domini.

## Giorni festivi nella Città del Vaticano
Per tutti gli uffici della Città del Vaticano e della Santa Sede la domenica è sempre giorno festivo. In aggiunta, il calendario vaticano prevede le seguenti festività che sono osservate anche dalle ambasciate presso la Santa Sede:
| Giorno      | Ricorrenza                                                          | Note                   |
| ----------- | ------------------------------------------------------------------- | ---------------------- |
| Sempre      | Domenica                                                            | Quindi anche Pasqua    |
| 1º gennaio  | Capodanno                                                           |                        |
| 6 gennaio   | Epifania                                                            |                        |
| 11 febbraio | Anniversario della istituzione dello Stato della Città del Vaticano |                        |
| 19 marzo    | Festa del papà                                                      |                        |
| Variabile   | Giovedì santo                                                       | Nel 2025: 17 aprile    |
| Variabile   | Venerdì santo                                                       | Nel 2025: 18 aprile    |
| Variabile   | Sabato Santo                                                        | Nel 2025: 19 aprile    |
| Variabile   | Lunedì dell'Angelo o Pasquetta                                      | Nel 2025: 21 aprile    |
| Variabile   | Martedì dopo la Pasqua                                              | Nel 2025: 22 aprile    |
| 1º maggio   | San Giuseppe artigiano (Festa del lavoro)                           |                        |
| Variabile   | Anniversario dell'elezione del Sommo Pontefice                      | Dal 2025: 8 maggio     |
| Variabile   | Ascensione di Gesù                                                  | Nel 2025: 29 maggio    |
| Variabile   | Corpus Domini                                                       | Nel 2025: 19 giugno    |
| 29 giugno   | Santi Pietro e Paolo                                                |                        |
| 14 agosto   | Vigilia dell'Assunzione di Maria Santissima                         |                        |
| 15 agosto   | Assunzione di Maria Santissima                                      |                        |
| 16 agosto   | San Rocco di Montpellier                                            |                        |
| Variabile   | Onomastico del Sommo Pontefice                                      | Dal 2025: 17 settembre |
| 1º novembre | Tutti i Santi                                                       |                        |
| 2 novembre  | Commemorazione dei defunti                                          |                        |
| 8 dicembre  | Immacolata Concezione                                               |                        |
| 24 dicembre | Vigilia di Natale                                                   |                        |
| 25 dicembre | Natale                                                              |                        |
| 26 dicembre | Santo Stefano                                                       |                        |
| 27 dicembre | San Giovanni apostolo ed evangelista                                |                        |
| 31 dicembre | Ultimo giorno dell'anno (San Silvestro)                             |                        |

## Giorni festivi a Malta
A Malta la domenica è giorno festivo, e quindi automaticamente la Pasqua, ossia la domenica successiva al primo plenilunio successivo al 21 marzo. In aggiunta, il calendario maltese prevede le seguenti festività:
- Capodanno (1º gennaio);
- Naufragio di San Paolo (10 febbraio);
- Festa del papà (19 marzo);
- Giorno della Libertà (31 marzo);
- Venerdì santo (il venerdì prima della Pasqua);
- Festa dei lavoratori (1º maggio);
- Sette giugno (7 giugno);
- Santi Pietro e Paolo (29 giugno);
- Assunzione di Maria o Ferragosto (15 agosto);
- Giorno della vittoria maltese (8 settembre);
- Giorno dell'indipendenza di Malta (21 settembre);
- Immacolata Concezione (8 dicembre);
- Festa della repubblica di Malta (13 dicembre);
- Natale (25 dicembre).

## Giorni festivi in Francia
In Francia la domenica è giorno festivo, e quindi automaticamente la Pasqua, ossia la domenica successiva al primo plenilunio successivo al 21 marzo. In aggiunta, il calendario francese prevede le seguenti festività:
- Capodanno (1º gennaio);
- Lunedì dell'Angelo o Pasquetta (il lunedì dopo la Pasqua);
- Festa dei lavoratori (1º maggio);
- Giorno della Vittoria (8 maggio);
- Ascensione (il giovedì della sesta settimana dopo la Pasqua);
- Pentecoste (il lunedì dell’ottava settimana dopo la Pasqua);
- Festa nazionale francese (14 luglio);
- Assunzione di Maria o Ferragosto (15 agosto);
- Tutti i Santi (1º novembre);
- Anniversario della Vittoria sulla Germania (11 novembre);
- Natale (25 dicembre).

Alcune particolarità sono riservate all’Alsazia alla Lorena e ai dipartimenti d'oltremare.

## Giorni festivi a Monaco
A Montecarlo la domenica è giorno festivo, e quindi automaticamente la Pasqua, ossia la domenica successiva al primo plenilunio successivo al 21 marzo. In aggiunta, il calendario monegasco prevede le seguenti festività:
- Capodanno (1º gennaio);
- Santa Devota (27 gennaio);
- Lunedì dell'Angelo o Pasquetta (il lunedì dopo la Pasqua);
- Festa dei lavoratori (1º maggio);
- Ascensione (il giovedì della sesta settimana dopo la Pasqua);
- Pentecoste (il lunedì dell’ottava settimana dopo la Pasqua);
- Corpus Domini (il giovedì della nona settimana dopo la Pasqua);
- Assunzione di Maria o Ferragosto (15 agosto);
- Tutti i Santi (1º novembre);
- Festa del Principe (19 novembre);
- Immacolata Concezione (8 dicembre);
- Natale (25 dicembre).

## Giorni festivi ad Andorra
Ad Andorra la domenica è giorno festivo, e quindi automaticamente la Pasqua, ossia la domenica successiva al primo plenilunio successivo al 21 marzo. In aggiunta, il calendario andorrano prevede le seguenti festività:
- Capodanno (1º gennaio);
- Epifania (6 gennaio);
- Carnevale (il martedì della settima settimana prima della Pasqua);
- Festa della Costituzione (14 marzo);
- Venerdì santo (il venerdì prima della Pasqua);
- Lunedì dell'Angelo o Pasquetta (il lunedì dopo la Pasqua);
- Festa dei lavoratori (1º maggio);
- Pentecoste (il lunedì dell’ottava settimana dopo la Pasqua);
- Assunzione di Maria o Ferragosto (15 agosto);
- Diada de Meritxell (8 settembre);
- Tutti i Santi (1º novembre);
- Immacolata Concezione (8 dicembre);
- Natale (25 dicembre);
- Santo Stefano (26 dicembre).

Nel diritto andorrano il Natale, il Capodanno, la Festa Nazionale e quella della Costituzione hanno maggior peso, essendo espressamente vietato il lavoro a parte i servizi essenziali autorizzati. Vi è poi un'ulteriore festività, il Giorno di Festa, ossia un giorno festivo stabilito da ogni comune limitatamente al proprio territorio.

## Giorni festivi in Spagna
In Spagna la domenica è giorno festivo, e quindi automaticamente la Pasqua, ossia la domenica successiva al primo plenilunio successivo al 21 marzo. In aggiunta, il calendario spagnolo prevede le seguenti festività:
- Capodanno (1º gennaio);
- Epifania (6 gennaio);
- Giovedì santo (il giovedì prima della Pasqua);
- Venerdì santo (il venerdì prima della Pasqua);
- Festa dei lavoratori (1º maggio);
- Corpus Domini (il giovedì della nona settimana dopo la Pasqua);
- Assunzione di Maria o Ferragosto (15 agosto);
- Festa nazionale spagnola (12 ottobre);
- Tutti i Santi (1º novembre);
- Anniversario della Costituzione (6 dicembre);
- Immacolata Concezione (8 dicembre);
- Natale (25 dicembre).

Caratteristica dell'ordinamento spagnolo è un'ulteriore festività, la Festa Regionale, ossia un giorno festivo stabilito da ogni comunità autonoma limitatamente al proprio territorio. Vi è poi un'ulteriore festività, il Giorno di Festa, ossia un giorno festivo stabilito da ogni comune limitatamente al proprio territorio.

## Giorni festivi in Portogallo
In Portogallo la domenica è giorno festivo, e quindi automaticamente la Pasqua, ossia la domenica successiva al primo plenilunio successivo al 21 marzo. In aggiunta, il calendario portoghese prevede le seguenti festività:
- Capodanno (1º gennaio);
- Venerdì santo (il venerdì prima della pasqua);
- Festa della Libertà (25 aprile);
- Festa dei lavoratori (1º maggio);
- Corpus Domini (il giovedì della nona settimana dopo la Pasqua);
- Giorno del Portogallo (10 giugno);
- Assunzione di Maria o Ferragosto (15 agosto);
- Festa della Repubblica (5 ottobre);
- Tutti i Santi (1º novembre);
- Festa dell'Indipendenza (1º dicembre);
- Immacolata Concezione (8 dicembre);
- Natale (25 dicembre).

## Giorni festivi in Belgio
In Belgio la domenica è giorno festivo, e quindi automaticamente la Pasqua, ossia la domenica successiva al primo plenilunio successivo al 21 marzo. In aggiunta, il calendario belga prevede le seguenti festività:
- Capodanno (1º gennaio);
- Lunedì dell'Angelo o Pasquetta (il lunedì dopo la Pasqua);
- Festa dei lavoratori (1º maggio);
- Ascensione (il giovedì della sesta settimana dopo la Pasqua);
- Pentecoste (il lunedì dell’ottava settimana dopo la Pasqua);
- Festa nazionale del Belgio (21 luglio);
- Assunzione di Maria o Ferragosto (15 agosto);
- Tutti i Santi (1º novembre);
- Anniversario della Vittoria sulla Germania (11 novembre);
- Natale (25 dicembre).

## Giorni festivi in Lussemburgo
In Lussemburgo la domenica è giorno festivo, e quindi automaticamente la Pasqua, ossia la domenica successiva al primo plenilunio successivo al 21 marzo. In aggiunta, il calendario lussemburghese prevede le seguenti festività:
- Capodanno (1º gennaio);
- Lunedì dell'Angelo o Pasquetta (il lunedì dopo la Pasqua);
- Festa dei lavoratori (1º maggio);
- Giornata dell'Europa (9 maggio);
- Ascensione (il giovedì della sesta settimana dopo la Pasqua);
- Pentecoste (il lunedì dell’ottava settimana dopo la Pasqua);
- Festa nazionale del Lussemburgo (23 giugno);
- Assunzione di Maria o Ferragosto (15 agosto);
- Tutti i Santi (1º novembre);
- Natale (25 dicembre);
- Santo Stefano (26 dicembre).

## Giorni festivi in Liechtenstein
In Liechtenstein la domenica è giorno festivo, e quindi automaticamente la Pasqua, ossia la domenica successiva al primo plenilunio successivo al 21 marzo. In aggiunta, il calendario lictestaniano prevede le seguenti festività:
- Capodanno (1º gennaio);
- Epifania (6 gennaio);
- Lunedì dell'Angelo o Pasquetta (il lunedì dopo la Pasqua);
- Festa dei lavoratori (1º maggio);
- Ascensione (il giovedì della sesta settimana dopo la Pasqua);
- Pentecoste (il lunedì dell’ottava settimana dopo la Pasqua);
- Corpus Domini (il giovedì della nona settimana dopo la Pasqua);
- Assunzione di Maria o Ferragosto (15 agosto);
- Natività di Maria (8 settembre);
- Tutti i Santi (1º novembre);
- Immacolata Concezione (8 dicembre);
- Natale (25 dicembre);
- Santo Stefano (26 dicembre).

Sono inoltre previste due altre festività, la Candelora e la Festa del papà, che tuttavia possono essere convertite in riposi alternativi a seconda dei contratti di lavoro.

## Giorni festivi in Austria
In Austria la domenica è giorno festivo, e quindi automaticamente la Pasqua, ossia la domenica successiva al primo plenilunio successivo al 21 marzo. In aggiunta, il calendario austriaco prevede le seguenti festività:
- Capodanno (1º gennaio);
- Epifania (6 gennaio);
- Lunedì dell'Angelo o Pasquetta (il lunedì dopo la Pasqua);
- Festa dei lavoratori (1º maggio);
- Ascensione (il giovedì della sesta settimana dopo la Pasqua);
- Pentecoste (il lunedì dell’ottava settimana dopo la Pasqua);
- Corpus Domini (il giovedì della nona settimana dopo la Pasqua);
- Assunzione di Maria o Ferragosto (15 agosto);
- Festa nazionale austriaca (26 ottobre);
- Tutti i Santi (1º novembre);
- Immacolata Concezione (8 dicembre);
- Natale (25 dicembre);
- Santo Stefano (26 dicembre).

Le singole province possono poi aggiungere una loro festa locale.

## Giorni festivi in Slovacchia
In Slovacchia la domenica è giorno festivo, e quindi automaticamente la Pasqua, ossia la domenica successiva al primo plenilunio successivo al 21 marzo. In aggiunta, il calendario slovacco prevede le seguenti festività:
- Capodanno (1º gennaio);
- Epifania (6 gennaio);
- Venerdì santo (il venerdì prima della pasqua);
- Lunedì dell'Angelo o Pasquetta (il lunedì dopo la Pasqua);
- Festa dei lavoratori (1º maggio);
- Giorno della Vittoria (8 maggio);
- Santi Cirillo e Metodio (5 luglio);
- Anniversario dell'Insurrezione (29 agosto);
- Maria Addolorata (15 settembre);
- Tutti i Santi (1º novembre);
- Giornata internazionale degli studenti (17 novembre);
- Vigilia di Natale (24 dicembre);
- Natale (25 dicembre);
- Santo Stefano (26 dicembre).

Vi è poi il giorno della Costituzione, il 1º settembre, che è semi-festivo.

## Giorni festivi in Ungheria
In Ungheria la domenica è giorno festivo, e quindi automaticamente la Pasqua, ossia la domenica successiva al primo plenilunio successivo al 21 marzo. In aggiunta, il calendario ungherese prevede le seguenti festività:
- Capodanno (1º gennaio);
- Giorno della Rivoluzione (15 marzo);
- Venerdì santo (il venerdì prima della Pasqua);
- Lunedì dell'Angelo o Pasquetta (il lunedì dopo la Pasqua);
- Festa dei lavoratori (1º maggio);
- Pentecoste (il lunedì dell’ottava settimana dopo la Pasqua);
- Festa Nazionale Ungherese (20 agosto);
- Festa della Repubblica Ungherese (23 ottobre);
- Tutti i Santi (1º novembre);
- Natale (25 dicembre);
- Santo Stefano (26 dicembre).

## Giorni festivi in Slovenia
In Slovenia la domenica è giorno festivo, e quindi automaticamente la Pasqua, ossia la domenica successiva al primo plenilunio successivo al 21 marzo. In aggiunta, il calendario sloveno prevede le seguenti festività:
- Capodanno (1º gennaio);
- Capodanno bis (2 gennaio);
- Giorni di Prešeren (8 febbraio);
- Lunedì dell'Angelo o Pasquetta (il lunedì dopo la Pasqua);
- Giorno dell’insurrezione antifascista (27 aprile);
- Festa dei lavoratori (1º maggio);
- Festa dei lavoratori bis (2 maggio);
- Festa nazionale slovena (25 giugno);
- Assunzione di Maria o Ferragosto (15 agosto);
- Giorno della Riforma (31 ottobre);
- Tutti i Santi (1º novembre);
- Natale (25 dicembre);
- Santo Stefano (26 dicembre).

## Giorni festivi in Croazia
In Croazia la domenica è giorno festivo, e quindi automaticamente la Pasqua, ossia la domenica successiva al primo plenilunio successivo al 21 marzo. In aggiunta, il calendario croato prevede le seguenti festività:
- Capodanno (1º gennaio);
- Epifania (6 gennaio);
- Lunedì dell'Angelo o Pasquetta (il lunedì dopo la Pasqua);
- Festa dei lavoratori (1º maggio);
- Festa nazionale della Croazia (30 maggio);
- Corpus Domini (il giovedì della nona settimana dopo la Pasqua);
- Giorno della lotta antifascista (22 giugno);
- Giorno della vittoria croata (5 agosto);
- Assunzione di Maria o Ferragosto (15 agosto);
- Tutti i Santi (1º novembre);
- Giorno della rimembranza (18 novembre);
- Natale (25 dicembre);
- Santo Stefano (26 dicembre).

## Giorni festivi in Grecia
In Grecia la domenica è giorno festivo, e quindi automaticamente la Pasqua calcolata secondo il computo giuliano. In aggiunta, il calendario greco prevede le seguenti festività:
- Capodanno (1º gennaio);
- Epifania (6 gennaio);
- Festa dell’Indipendenza Greca (25 marzo);
- Lunedì dell'Angelo o Pasquetta (il lunedì dopo la Pasqua);
- Festa dei lavoratori (1º maggio);
- Assunzione di Maria o Ferragosto (15 agosto);
- Giorno del No (28 ottobre);
- Natale (25 dicembre);
- Santo Stefano (26 dicembre).

## Giorni festivi a Cipro
A Cipro la domenica è giorno festivo, e quindi automaticamente la Pasqua calcolata secondo il computo giuliano. In aggiunta, il calendario cipriota prevede le seguenti festività, tenendo presente che la Costituzione impone che tutte le feste greche lo siano anche sull’isola:
- Capodanno (1º gennaio);
- Epifania (6 gennaio);
- Festa dell’Indipendenza Greca (25 marzo);
- Festa nazionale cipriota (1º aprile);
- Lunedì dell'Angelo o Pasquetta (il lunedì dopo la Pasqua);
- Festa dei lavoratori (1º maggio);
- Assunzione di Maria o Ferragosto (15 agosto);
- Giorno dell’Indipendenza (1º ottobre);
- Giorno del No (28 ottobre);
- Natale (25 dicembre);
- Santo Stefano (26 dicembre).

## Giorni festivi in Romania
In Romania la domenica è giorno festivo, e quindi automaticamente la Pasqua calcolata secondo il computo giuliano. In aggiunta, il calendario rumeno prevede le seguenti festività:
- Capodanno (1º gennaio);
- Capodanno bis (2 gennaio);
- Epifania (6 gennaio);
- San Giovanni Battista (7 gennaio);
- Giornata dell’Unificazione (24 gennaio);
- Venerdì santo (il venerdì prima della Pasqua);
- Lunedì dell'Angelo o Pasquetta (il lunedì dopo la Pasqua);
- Festa dei lavoratori (1º maggio);
- Giornata dell’Infanzia (1º giugno);
- Pentecoste (il lunedì dell’ottava settimana dopo la Pasqua);
- Assunzione di Maria o Ferragosto (15 agosto);
- Giorno di Sant'Andrea (30 novembre);
- Giornata della Grande Unione (1º dicembre);
- Natale (25 dicembre);
- Santo Stefano (26 dicembre).

Il legislatore rumeno sta introducendo nuove feste di continuo, sia religiose che politiche.

## Giorni festivi in Polonia
In Polonia la domenica è giorno festivo, e quindi automaticamente la Pasqua, ossia la domenica successiva al primo plenilunio successivo al 21 marzo. In aggiunta, il calendario polacco prevede le seguenti festività:
- Capodanno (1º gennaio);
- Epifania (6 gennaio);
- Lunedì dell'Angelo o Pasquetta (il lunedì dopo la Pasqua);
- Festa dei lavoratori (1º maggio);
- Festa della Costituzione (3 maggio);
- Corpus Domini (il giovedì della nona settimana dopo la Pasqua);
- Assunzione di Maria o Ferragosto (15 agosto);
- Tutti i Santi (1º novembre);
- Festa dell’Indipendenza (11 novembre);
- Immacolata Concezione (8 dicembre);
- Vigilia di Natale (24 dicembre);
- Natale (25 dicembre);
- Santo Stefano (26 dicembre).

## Giorni festivi nel Regno Unito
Nel Regno Unito la domenica è giorno festivo, e quindi automaticamente la Pasqua, ossia la domenica successiva al primo plenilunio successivo al 21 marzo. In aggiunta, il calendario britannico prevede le seguenti festività:
- Capodanno (1º gennaio);
- Venerdì santo (il venerdì prima della pasqua);
- Lunedì dell'Angelo o Pasquetta (il lunedì dopo la Pasqua);
- Calendimaggio (il primo lunedì di maggio)
- Spring Bank Holiday (ultimo lunedì di maggio)
- Summer Bank Holiday (l'ultimo lunedì di agosto, o il primo in Scozia);
- Natale (25 dicembre);
- Santo Stefano (26 dicembre).

Le tre uniche feste fisse vengono recuperate il lunedì successivo se cadono di domenica. Tutte le altre invece non sono vincolanti, e possono essere sostituite da un giorno di ferie se così si accordano dipendente e datore di lavoro.
Una seconda particolarità della Scozia è la sostituzione della Pasquetta col Capodanno bis il 2 gennaio. La Scozia celebra poi la sua festa nazionale nel Giorno di Sant'Andrea il 30 novembre.
L’Irlanda del Nord celebra la Festa di san Patrizio il 17 marzo ma anche, come compensazione per i protestanti, la Festa degli Orangisti il 12 luglio.

## Giorni festivi in Irlanda
In Irlanda la domenica è giorno festivo, e quindi automaticamente la Pasqua, ossia la domenica successiva al primo plenilunio successivo al 21 marzo. In aggiunta, il calendario irlandese prevede le seguenti festività:
- Capodanno (1º gennaio);
- Imbolc (il primo lunedì di febbraio o il 1º febbraio se venerdì);
- Festa di san Patrizio (17 marzo);
- Lunedì dell'Angelo o Pasquetta (il lunedì dopo la Pasqua);
- Calendimaggio (il primo lunedì di maggio);
- Festa di giugno (il primo lunedì di giugno);
- Festa di agosto (il primo lunedì di agosto);
- Festa di ottobre (l’ultimo lunedì di ottobre);
- Natale (25 dicembre);
- Santo Stefano (26 dicembre).

Le tre uniche feste fisse vengono recuperate il lunedì successivo se cadono di domenica; la similarità col Regno Unito deriva dal fatto che la legislazione originaria in materia prevede la divisione dei due paesi. Le feste di lunedì sostituiscono tutte normali feste cristiane abolite: l’Ascensione a maggio, la Pentecoste a giugno, il Ferragosto ad agosto e Ognissanti a ottobre.

## Giorni festivi in Danimarca
In Danimarca la domenica è giorno festivo, e quindi automaticamente la Pasqua, ossia la domenica successiva al primo plenilunio successivo al 21 marzo. In aggiunta, il calendario danese prevede le seguenti festività:
- Capodanno (1º gennaio);
- Giovedì Santo (il giovedì prima della pasqua);
- Venerdì santo (il venerdì prima della pasqua);
- Lunedì dell'Angelo o Pasquetta (il lunedì dopo la Pasqua);
- Ascensione (il giovedì della sesta settimana dopo la Pasqua);
- Pentecoste (il lunedì dell’ottava settimana dopo la Pasqua);
- Giorno della Costituzione (5 giugno);
- Natale (25 dicembre);
- Santo Stefano (26 dicembre).

Le feste in Danimarca furono radicalmente tranciate nel 1770 da un governo in carica di estremisti protestanti che vedevano le vecchie feste cattoliche come un ostacolo al lavoro. Nonostante le polemiche, la decisione non fu più rivista, lasciando solo le feste collegate alle due santissime ricorrenze della Pasqua e del Natale. Ciò ha fatto della Danimarca uno dei paesi con meno feste al mondo, e strettamente legate al protestantesimo; lo stesso giorno nazionale del 5 giugno, peraltro di recente istituzione, non è una festa a tutto tondo, essendo sostituibile con un giorno di ferie qualora vi sia accordo fra lavoratore e datore di lavoro.

## Giorni festivi in Norvegia
In Norvegia la domenica è giorno festivo, e quindi automaticamente la Pasqua, ossia la domenica successiva al primo plenilunio successivo al 21 marzo. In aggiunta, il calendario norvegese prevede le seguenti festività:
- Capodanno (1º gennaio);
- Giovedì Santo (il giovedì prima della pasqua);
- Venerdì santo (il venerdì prima della pasqua);
- Lunedì dell'Angelo o Pasquetta (il lunedì dopo la Pasqua);
- Ascensione (il giovedì della sesta settimana dopo la Pasqua);
- Pentecoste (il lunedì dell’ottava settimana dopo la Pasqua);
- Giorno della Costituzione (17 maggio);
- Natale (25 dicembre);
- Santo Stefano (26 dicembre).

Le feste furono lasciate in eredità dai danesi prima della divisione dei due paesi, giustificando la similarità. Ugualmente, lo stesso giorno nazionale del 17 maggio, peraltro di recente istituzione, non è una festa a tutto tondo, essendo sostituibile con un giorno di ferie qualora vi sia accordo fra lavoratore e datore di lavoro.

## Giorni festivi in Islanda
In Islanda la domenica è giorno festivo, e quindi automaticamente la Pasqua, ossia la domenica successiva al primo plenilunio successivo al 21 marzo. In aggiunta, il calendario islandese prevede le seguenti festività:
- Capodanno (1º gennaio);
- Giovedì Santo (il giovedì prima della pasqua);
- Venerdì santo (il venerdì prima della pasqua);
- Lunedì dell'Angelo o Pasquetta (il lunedì dopo la Pasqua);
- Primo giorno dell’estate (il giovedì più vicino al 22 aprile);
- Festa dei lavoratori (1º maggio);
- Ascensione (il giovedì della sesta settimana dopo la Pasqua);
- Pentecoste (il lunedì dell’ottava settimana dopo la Pasqua);
- Festa nazionale dell'Islanda (17 giugno);
- Giorno del commercio (il primo lunedì di agosto);
- Natale (25 dicembre);
- Santo Stefano (26 dicembre).

Le vigilie di Natale e di capodanno sono semifestive nel pomeriggio.

## Giorni festivi in Svezia
In Svezia la domenica è giorno festivo, e quindi automaticamente la Pasqua, ossia la domenica successiva al primo plenilunio successivo al 21 marzo. In aggiunta, il calendario svedese prevede le seguenti festività:
- Capodanno (1º gennaio);
- Epifania (6 gennaio);
- Venerdì santo (il venerdì prima della pasqua);
- Lunedì dell'Angelo o Pasquetta (il lunedì dopo la Pasqua);
- Festa dei lavoratori (1º maggio);
- Ascensione (il giovedì della sesta settimana dopo la Pasqua);
- Festa nazionale della Svezia (6 giugno);
- Natale (25 dicembre);
- Santo Stefano (26 dicembre).

A queste si aggiungono altre due festività spostate al sabato per azzerarne gli effetti sulla grande maggioranza dei lavoratori: la festa di San Giovanni portata al primo sabato d’estate, e quella di Ognissanti al sabato successivo al 30 ottobre. Le festività furono ridotte per legge nel 1772.

## Giorni festivi in Finlandia
In Finlandia la domenica è giorno festivo, e quindi automaticamente la Pasqua, ossia la domenica successiva al primo plenilunio successivo al 21 marzo. In aggiunta, il calendario finlandese prevede le seguenti festività:
- Capodanno (1º gennaio);
- Epifania (6 gennaio);
- Venerdì santo (il venerdì prima della pasqua);
- Lunedì dell'Angelo o Pasquetta (il lunedì dopo la Pasqua);
- Festa dei lavoratori (1º maggio);
- Ascensione (il giovedì della sesta settimana dopo la Pasqua);
- Giorno dell’indipendenza (6 dicembre);
- Natale (25 dicembre);
- Santo Stefano (26 dicembre).

Le festività furono fissate dagli svedesi nel 1772, da cui la similarità fra i due paesi: ugualmente si aggiungono altre due festività spostate al sabato per azzerarne gli effetti sulla grande maggioranza dei lavoratori, la festa di San Giovanni portata al primo sabato d’estate, e quella di Ognissanti al sabato successivo al 30 ottobre.

## Giorni festivi in Cina
In Cina si ha diritto a uno o due giorni liberi a settimana, generalmente coincidenti col sabato e la domenica nella maggior parte dei contratti. Il calendario cinese prevede dal 2025 le seguenti festività fisse per tutti:
- Capodanno (1º gennaio);
- Vigilia del capodanno cinese;
- Capodanno cinese (secondo novilunio invernale);
- Indomani del capodanno cinese;
- Indomani-bis del capodanno cinese;
- Festa di Qingming (4 o 5 aprile);
- Festa dei lavoratori (1º maggio);
- Indomani della festa dei lavoratori;
- Festa delle barche drago (quinto giorno del quinto mese lunare);
- Festa di metà autunno (quindicesimo giorno dell’ottavo mese lunare);
- Giornata nazionale della Repubblica Popolare Cinese (1º ottobre);
- Indomani della giornata nazionale;
- Indomani-bis della giornata nazionale.

In Cina le festività interagiscono in maniera particolare coi fine settimana, i quali come detto hanno natura contrattuale e non festiva, in modo da creare lunghe vacanze. In particolare:
- qualunque festività capiti in sabato o domenica, trasla al primo giorno feriale successivo;
- se la festività, o il primo giorno festivo delle tre festività a blocchi, cade di martedì, il sabato precedente trasla al lunedì;
- se la festività, o l’ultimo giorno festivo delle tre festività a blocchi, cade di giovedì, la domenica successiva anticipa al venerdì.